# Hohenleuben
Hohenleuben is een stad in de Duitse deelstaat Thüringen, gelegen in de Landkreis Greiz. De stad telt 1.388 inwoners. De gemeente Langenwetzendorf is vervullende gemeente voor Hohenleuben.